# Semiothisa radiata
Semiothisa radiata là một loài bướm đêm trong họ Geometridae.